# FK Radnički Stobeks
FK Radnički Stobeks, serb. ФК Раднички Стобекс – serbski klub piłkarski z Klupci, utworzony w roku 1948. Obecnie występuje w Srpska Liga Zapad.